# Samson et Néon
Pour le dessin animé, voir Samson et Néon (série télévisée d'animation).
Samson et Néon est une bande dessinée française créée et réalisée par Tébo et publiée aux éditions Glénat. La bande dessinée a été publiée pour la première fois en octobre 1999 et intitulé Mon copain de la terre. Le dernier et septième tome, intitulé Cosmik Comiks, a été commercialisé en janvier 2010.
En 2010, la bande dessinée est adaptée en série animée et est diffusé pour la première fois sur les chaînes télévisées France 3 , Canal Jet Gulli.

## Tomes
1. Mon copain de l'espace, 1999.
2. Mon copain de la Terre, 2000[3].
3. Rigolovni, 2001.
4. L'Envahissant, 2002.
5. Jamais peur, 2003.
6. La Grande Aventure, 2006.
7. Cosmik Comiks, 2010.

## Personnages

### Protagonistes
- Samson : C'est l'un des deux principaux personnages de la série. C'est un jeune garçon avec des cheveux en bataille, des lunettes vertes qu'il a obtenu au tome 6 (notez que ses lunettes sont noires au tome 1), un t-shirt orange avec une rayure noire et blanche, un jean et des chaussures noires. Il a des difficultés à l'école et pour draguer les filles (il récolte souvent des gifles). Néon se sert souvent de lui comme cobaye pour ses expériences et inventions extraterrestres. Il est aussi amoureux d'une fille nommée Gladys.
- Néon : Alien rose, meilleur ami de Samson et second personnage principal de la série. Les deux garçons se sont rencontrés alors que Néon cambriolait la salle de bains de Samson en quête d'objets terriens pour ses études. Le duo deviendra vite inséparable et très complice. Néon est originaire d'une planète inconnue à la technologie avancée et s'est auto-proclamé envahisseur de la Terre (ce qui ne convainc personne). Malgré sa grande inventivité, il est assez maladroit et a du mal à comprendre toutes les coutumes terriennes (Samson se moque parfois de lui à ses dépens à cause de ce défaut). La plupart des gens du quartier de Samson pensent que c'est un humain déguisé. Il a un bouton ventral qui lui sert à se sortir des situations difficiles.

### Personnages secondaires
- Ali : le meilleur copain de Samson avant que ce dernier rencontre Néon. Il apparaît dans la première planche du tome 1 avec Tom et Benoît lorsqu'il rencontre Néon.
- Tom : un jeune garçon et aussi un des copains de Samson. Il révélera dans le tome 2 qu'il a un grand frère qui est une brute épaisse et qui est fan de rock. Il a aussi un hamster qui était servi de morceau surprise pour le hamburger de Néon.
- Benoît : un ancien copain de Samson et qui apparaît seulement dans le tome 1. C'est un gamin qui porte une casquette, un t-shirt jaune et des chaussures noires. Il disparaît depuis la page 46.
- Denis : un garçon très cruel envers Samson ou les jeunes garçons qui sont moins âgés qu'eux. Il n'hésite jamais à frapper Samson dès qu'il le voit. Néon essaie d'aider ce dernier avec certains inventions mais cela se termine tout le temps en fiasco.
- Gladys : une camarade de Samson dont celui-ci est amoureux. Elle est assez peu réceptive aux désastreuses tentatives de séduction de ce dernier, mais semble tout de même éprouver un certain intérêt pour lui.
- Polo : un petit garçon qui bafouille et qui apparaît dans le tome 7. Il est de petite taille, porte notamment un gilet vert et a les dents de devant qui dépasse (comme Benoît). C'est aussi un brillant élève qui joue souvent au Scrabble. Samson semble être bon copain avec lui.
- Le père et la mère de Samson : des parents « qui interdisent tout » selon Samson. Le père est un homme souvent en colère lorsqu'il voit Néon et qui fume jusqu'au tome 5. La mère est une femme qui porte une coupe claire, une chemise blanche, un pull bleu et un pantalon blanc. Ils interdisent Samson de trop fréquenter Néon, ce qui oblige ce dernier à se cacher dans la corbeille de linge sale pour dormir.
- Mamie : La grand-mère maternelle de Samson. C'est une vieille femme toute fripée. Elle est sourde, aveugle, porte un dentier, sent de moins en moins ses jambes mais reste toujours dynamique malgré son âge.
- Monsieur Krapovitz : Professeur de Samson, il est très sévère avec ses élèves.
- Monsieur Moute : Autre professeur de Samson (avec qui ses rapports sont tendus). Il porte une perruque, ce qui lui vaut d'être surnommé "Moumoute" par ses élèves.
- Herbert et Léonard : Deux agents du FBI. Ils tentent de capturer Néon, toujours sans succès. Ils portent en permanence des lunettes de soleil et des costumes noirs.

## Liste des inventions de Néon
Néon invente souvent diverses inventions au fil de la série, qui se terminent bien ou mal, notamment :
- Poilvérisateur (tome 1 page 3) : arme qui dénude les victimes, appelé officiellement « Poilvérisateur » dans le tome 2.
- Vaisseau spatial (tome 1 page 5) : Samson et Néon s'en servent souvent pour visiter l'espace.
- Atomiseur (tome 1 page 5) : Samson le prenait pour un sèche-cheveux.
- Turbo-surf (tome 1 page 8) : Samson a du mal à le contrôler dès son premier essai.
- Corbeille à linge changée en lit (tome 1 page 16)
- Brosse à dents électrique (tome 1 page 20) : celui-ci contient tellement de volts (12000) que Samson s'électrocute en l'essayant.
- T-shirt attireur de filles (tome 1 page 20) : il existe plusieurs modèles différents, tous attirent chacun les habitantes d'un planète à l'approche du possesseur.
- Crème démoculisante (tome 1 page 20): sorte de pommade qui déforme le visage.
- Crétinomètre (tome 1 page 20): machine qui détecte et mesure la stupidité.
- Jumelles (tome 1 page 20) : celles-ci sont particulières: ils voient l'intérieur du corps.
- Glu-boots (tome 1 page 21) : chaussures qui servent à marcher aux murs, appelées officiellement « Glu-Bottes ».
- Costume de Zbong (tome 1 page 24)
- Poésie trop gore (tome 1 page 41)
- Machine qui fait voyager à travers la télé (tome 1 page 43): Néon se sert de cette machine afin d'emprisonner Samson dans le poste de télé et de "prendre le contrôle" de la télécommande.
- Ploupalo (tome 1 page 44) : casque servant à décupler la force à celui qui le porte. Samson essaie de mettre au tapis Denis avec le Ploupalo, mais ce dernier l'enleva avec une simple pichenette (le Ploupalo n'étant pas intégral).
- Scooter aérien (tome 1 page 47) : celui-ci surpasserait la vitesse d'un avion à la vitesse maximale.
- Casque à oxygène (tome 1 page 48)
- Boots anti-gravité (tome 1 page 48) : Samson s'en sert pour aller sur la Lune, appelé officiellement « Bottes anti-gravité ».
- Baskets de téléportation (tome 2 page 9) : on peut se téléporter que si on court très vite.
- Overgun Transmutor (tome 2 page 11) : cette arme permet de mémoriser et stocker des informations. Mais on projette un livre, l'Overgun le réduira en petits morceaux.
- Machine inconnue (tome 2 page 15)
- Lampe à informations et à connaissances (tome 2 page 15) : cette "invention" ne marche pas sur les Terriens.
- Rotophone (tome 2 page 19)
- Tripes au ketchup (tome 2 page 20) : c'est la seule nourriture que Néon arrive à digérer.
- Armure (tome 2 page 24) : c'est la seule invention ayant été conçue par Samson.
- Les Cafards (tome 2 page 25) : il s'agit d'un groupe de rock "junior" fait par Samson, Néon, Ali et Tom.
- Rayon Mutation (tome 2 page 27) : Néon s'en est servi pour transformer un tueur de lapins en lapin.
- Spatio-divan (tome 2 page 29)
- Équilibreur d'antiquités (tome 2 page 30) : cette machine ressemblant à un chien sert à aider la grand-mère de Samson à marcher. Mais la machine est déréglée et la grand-mère de Samson se crashe contre une voiture.
- Marchapied (tome 2 page 33) : c'est la deuxième machine qui sert à aider la grand-mère de Samson à marcher. Cependant, Samson tire l'allumage du turbo et lui et Néon se sont agrippés à Grand-mère et ont fini leur course en Russie.
- Indicomètre (tome 2 page 35) : il sert à signaler la présence d'habitants sur une planète.
- Spray gonflant (tome 2 page 40) : Néon l'a eu sur Vénus.
- Micro-Caméra (tome 3 page 9) : Néon s'en sert pour savoir si les Terriens sont assez stupides pour être envahis.
- Tondeuse (tome 3 page 14) : Néon a ajouté un mélange d'essence mentholée et de nitro, ce qui fait que ça échappe à son utilisateur.
- Fusée (tome 3 page 15) : celle-ci remplace le vaisseau spatial tout au long du tome.
- Machine à réveiller (tome 3 page 16) : elle possède en tout 7 modes.
- Voiture amélioré (tome 3 page 17) : il y a un réacteur à turbo à l'arrière et un pare-chocs indestructible à l'avant. C'est Néon qui le contrôle grâce à sa télécommande et percute des voitures lors d'un embouteillage.
- Fromage plutonien (tome 7 page 19) : quand celui-ci se périme, il devient une abomination à tentacules.
- Cosmogun (tome 3 page 19) : il possède plusieurs modes, dont un qui sert à "dézinguer" des Quark-aliens.
- Produit qui donne vie aux aliments (tome 3 page 27 ): Néon en a mis sur une gelée qui s'appelle Ernest et qui se révèle être un être cruel. Samson a eu mal au ventre en le mangeant.
- Anorak en peau de Terriens (tome 3 page 33) : c'est Néon qui l'a fabriqué en essayant de trouver un souvenir de Terre pour la fiancée d'Edmond.
- Réacteur pour faire tourner la Terre en sens inverse (tome 3 page 38) : Samson le juge ayant « aucun intérêt ».
- Dictionnaire « avec que des mots qui servent à rien » (tome 3 page 38)
- Machine qui fabrique des machines qui servent à rien (tome 3 page 38) : Néon ne le fonctionne même pas tellement c'est inutile et le fabrique en double exemplaire.
- Analysotron (tome 3 page 40) : chaque fois que Néon le met, on ne voit pas ses yeux (l'Analysotron étant trop grand.)
- Machine à palots (tome 3 page 47) : Samson s'entraîne avec cette machine pour son rendez-vous avec Gladys.
- Système super auto-nettoyant pour toilettes (tome 4 page 6) : quand Néon l'active, celui-ci inonde les toilettes entières. Samson le baptise « turbo à chiottes ».
- Ordinateur modifié (tome 4 page 8) : Néon a retiré certaines touches du clavier, quand on tape sur "A", on peut voir une femme qui remue ses fesses. Quand on tape "PQ", on peut voir les gros mots du monde entier. Quand on appuie sur un bouton inconnu, ça fait lampe à bronzer. L'imprimante est transformée en tartineuse automatique à confiture de fraise à volonté. Mais quand l'extraterrestre rose essaie de griller des toasts avec le lecteur CD-Rom, celui-ci se grille.
- Casques (tome 4 page 9) : ils sont super résistants.
- Nouveau vaisseau spatial (tome 4 page 10)
- Nouveau Poilvérisateur (tome 4 page 12) : celui-ci contient maintenant plusieurs modes.
- Scaphandre (tome 4 page 18) : quand Néon ouvre la vanne du scaphandre, le casque de Samson se remplit d'eau.
- Cartable portable (tome 4 page 22) : un dirigeable est accroché.
- Stylo à réaction (tome 4 page 22) : il écrit à 250 km/h.
- Colle extra-forte (tome 4 page 22) : si on colle une feuille de papier depuis le tube, celle-ci reste collée.
- Cahier à tourneur de pages automatique (tome 4 page 22)
- Calculette qui calcule plus vite que l'opération (tome 4 page 22) : en l'essayant, Ali n'a pas eu le temps de taper une opération qu'elle répond n'importe comment.
- Feutre à encre invisible (tome 4 page 22)
- Gomme (tome 4 page 22): Samson l'a pris pour une gomme qui sert à effacer complètement les humains et l'essaie sur Denis, il se cassa alors la figure.
- Space Téléradios (tome 4 page 24) : c'est semblable à des téléphones portables.
- Ensemble de haut-parleurs (tome 4 page 25) : Samson et Néon l'essaient pour écouter le dernier CD de Samson.
- Machine semblable à l'Analysotron (tome 4 page 26) : Néon s'en est servi pour étudier les fleurs la nuit.
- Néon Burger (tome 4 page 27) : les ingrédients sont: des bananes, du ketchup, de la moutarde, des huîtres, de la choucroute, du chocolat et de la mayonnaise. Il y a un ingrédient secret qui s'est révélé être le hamster de Tom.
- Space Néon Cocktail (tome 4 page 27) : il est fait à partir de piments rouges.
- Traductomètres (tome 4 page 31) : c'est avec cette invention que le chien de Mamie s'est révélé être malpoli.
- Mâchamot (tome 4 page 33) : quand Néon parle, sa voix est transmis par des décharges électriques à un collier.
- Camouflage fait à partir de feuilles mortes et de boue (tome 4 page 37)
- Bonbons de la planète Grum (tome 4 page 40) : lorsque le chien de Mamie en a mangé, il a libéré un peu d'air de Grum et gonfle comme un ballon. Mais ces bonbons sont très durs à digérer.
- Gonfleur d'intelligence (tome 4 page 41) : lorsque Samson l'a essayé, il a une très grosse bosse sur le front.
- Boules de neige avec du gravier (tome 4 page 44)
- Chocolat « extra » chaud (tome 4 page 44) : Samson se brûle la langue en le buvant.
- Souleveur de mamies (tome 5 page 3) : la grand-mère de Samson a démoli la cuisine en jouant avec.
- Pistolet anti-tabac (tome 5 page 4)
- Machine à éjecter des slips (tome 5 page 11)
- Techno-baskets (tome 5 page 11) : lorsqu'on marche, ça fait des bruits de pets, Samson douterait que ça marche pour sortir avec les filles.
- Carbonoeil (tome 5 page 11): lorsque Samson l'a essayé, il a un regard un peu « charbon ».
- Sac propulseur (tome 5 page 11)
- Ensemble de mégaphones-réveils (tome 5 page 11)
- Élargisseur vertical (tome 5 page 19) : en sortant de l'élargisseur (dès son premier essai), Samson a perdu de la taille.
- Télécommande d'ouverture de crâne (tome 5 page 19) : le Cerveau s'en sert pour sortir de Néon depuis son crâne.
- Nouveau Turbo-surf (tome 5 page 33) : il a trop de turbo.
- Ramolleurs de molécules (tome 5 page 40) : l'effet ne partira que dans un jour.
- Maillot de bain flotteur (tome 5 page 42) : lorsque Samson l'utilise à la piscine, il flotte du mauvais côté.
- Fleur de Jupiter (tome 5 page 43) : elle est pleine de tentacules.
- Casque à flash (tome 5 page 43) : les sujets flashés sont aveuglés.
- Aspi-bouche (tome 5 page 43) : cette arme, comme son nom l'indique, aspire les bouches.
- Robot hyper-sophistiqué (tome 5 page 45) : il est créé par le FBI et a un pistolet désintégrateur.
- Équipement sophistiqué du chef du FBI (tome 5 page 45 et 46) : c'était pour passer des tests sur Néon pour savoir s'il est gentil ou s'il ne voulait pas envahir la Terre.
- Pistolet à crottes de nez et de vomi (tome 5 page 47) : Samson et Néon ont bombardé les professeurs de Samson avec.
- Bazooka Démoniak 340 (tome 7 histoire no 2) : il est vendu avec un obus atomique.
- Gant de boxe automatique (tome 7 histoire no 2) : en entraînant Samson à devenir plus musclé, Néon le frappe à la tête accidentellement avec le gant.
- Mitrailleuse à guêpes de Pluton (tome 7 histoire no 2)
- Remplisseuse de biscottos (tome 7 histoire no 2) : il arrache la peau de Samson, le recouvre de « biscottos » et l'enveloppe avec une nouvelle peau. Mais les muscles étant trop lourds, ils sont descendus directement vers les fesses.
- Pistolet à gaz gamma (tome 7 histoire no 2) : c'est la seule invention ayant marché à Samson, étant devenu plus musclé. Malheureusement, l'effet n'était que temporaire.
- Canon à camembert (tome 7 histoire no 3): cette nouvelle option du vaisseau spatial immobilise les victimes.
- Indic-alien (tome 7 histoire no 4) : Léonard s'en sert pour signaler la présence de Néon.
- Urinomètre (tome 7 histoire no 4) : cette machine sert à mesurer la contenance d'urine.
- Prout en spray (tome 7 histoire no 4) : ce spray particulier paralyse les victimes à cause de l'odeur.
- Génialotron (tome 7 histoire no 4) : ce casque permet d'augmenter l'intelligence.
- Gelée mutante (tome 7 histoire no 4) : lorsque Léonard lui a tiré dessus, celle-ci le mange, lui et Herbert.
- Foreuse géante (tome 7 histoire no 6)
- Lunettes à rayons X (tome 7 histoire no 6)
- Perceuse (tome 7 histoire histoire no 6)
- Clonostrope (tome 7 histoire no 7) : au lieu de faire un seul clone de Néon, cette invention a fabriqué cinquante clones miniatures de lui.
- Signalotron (tome 7 histoire no 8) : il a le même principe que l'Indicomètre, sauf que c'est un casque.
- Aiment à dentier (tome 7 histoire no 8) : celui-ci a attiré Néon, Samson et sa grand-mère des toilettes à la planète Sub-Sub, là où il y a le voleur du dentier de Mamie.

## Liste des planètes visitées
À partir du tome 2, Samson et Néon visitent des planètes les plus crétines les unes que les autres.
- Blubalum (tome 2 page 35) : les habitants se sont révélés être des légumes. Ils se cachent à l'arrivée de Samson et Néon.
- Planète "à l'état primitif" (tome 2 page 37) : c'est sur cette planète que Samson et Néon ont rencontré Casimir pour la première fois.
- Gromo (tome 3 page 21) : l'habitant de cette planète ne parle qu'avec des gros mots ou des insultes (d'où le nom de cette planète).
- Planète à fleurs (tome 3 page 30) : ceux qui sentent ces fleurs particulières deviennent gentils et mignons. Samson et Néon en sont victimes.
- Planète d'Edmond (tome 3 page 33)
- Planète inconnue (tome 3 page 47) : en sautant pour savourer sa première planète envahie, Samson le détruit.
- Zuzion (tome 4 page 19) : Samson est allé sur cette planète pour capturer un Zuzio pour Gladys.
- Xouna (tome 4 page 35) : c'est sur cette planète qu'on trouve les minéraux les plus rares.
- Golgute (tome 4 page 39) : on trouve des méduses à l'aspect visqueux sur cette planète.
- Grum (tome 4 page 40) : c'est sur cette planète que Néon a trouvé un sachet de bonbons particuliers. Cette planète n'a jamais été vue.
- Planète inconnue (tome 5 page 6) : celle-ci est truffée de dangers comme des dinosaures, une petite montagne à tentacules et des geysers crachant de la lave.
- Graburg (tome 5 page 9,10 et 47) : Samson et Néon se baladent trois fois dans le tome. C'est aussi ici qu'ils rencontrent un Graburgien qui veut les manger.
- Plédo (tome 5 page 14) : cette planète est composée à 100 % de pâte à modeler.
- Vurzul (tome 5 page 24) : Néon a rencontré le Gluo-Cerveau sur cette planète.
- Planète au nom inconnu (tome 5 page 27) : il y a peu de gravité sur cette planète.
- Planète au nom inconnu (tome 5 page 37 et 38) : elle est truffée de "Tisinsekts" et de "Grozinsekts".
- Planète au nom inconnu (tome 5 page 39) : il y a une courbe qui peut se révéler être un toboggan.
- Sub-Sub (tome 6) : c'est sur cette planète que s'est déroulée le tome 6 (là où il y a la première rencontre entre Samson et Néon). Elle réapparaît dans l'histoire no 8 du tome 7.
- Planète au nom inconnu (tome 7 histoire no 1) : c'est ici qu'habite Michel.
- Planète au nom inconnu (tome 7 histoire no 3) : c'est ici que se déroule la "Course de la Mort".
- Oméga III (tome 7 histoire no 9) : c'est ici que Samson essayait de chercher un remède pour guérir la maladie de Néon...qui se révélera fausse.

## Clins d'œil
- Etienne, l'extraterrestre que Néon invite dans le tome 4 est la copie conforme d'E.T. dans le film de Steven Spielberg, E.T. l'extra-terrestre.

- Dans la même planche dans le même tome, Aline, l'autre extraterrestre que Néon invite est une femelle xénomorphe.

- On peut voir un poster de Mars Attacks! dans la chambre de Samson, dans la page 9 du tome 3.

- Samson et Néon mentionnent X-Files et Alerte à Malibu dans la page 4 du tome 4.

- Le nom de la page 47 du tome 4 se nomme Majax.
- Dans la page 28 du tome 3, Néon surnomme Ernest comme "le Terminator des compotes".

- Dans la page 22 du tome 3, le Yup est une parodie du Yop.

- D'après Néon dans le tome 1, Spider-Man possède les mêmes Glu-bottes que lui.

- Dans la page 13 du tome 1, le jeu vidéo auquel Samson et Néon y jouent est une parodie des célèbres jeux de combat comme Mortal Kombat ou Street Fighter.

- Dans la première histoire du tome 7, Samson insulte le microbe de la narine gauche de Michel en lui disant "Donc, Spiderman, tu dégages!"

- Dans la cinquième histoire du tome 7, Samson est impressionné que Bueaarg ait pu résister à sa chute du 7e étage et se dit « Waah! C'est Superman ! »

- À la sixième histoire du tome 7, Samson essaie de s'exprimer en disant que le dessin qu'il a fait de M. Moute est en fait Astérix à la plage.

- La transformation de Bubulle en un gigantesque poisson colossal dans le tome 7 fait référence à L'Incroyable Hulk.

- Dans le tome 5, Néon aimerait se trouver un copain à la hauteur comme Brad Pitt.

- René a une chemise de marque Lacoste.